# ロバート・コーミア
ロバート・エドモンド・コーミア（1925年1月17日 - 2000年11月2日）は、非常に厭世的で落ち着いた文調で知られる、アメリカの作家、コラムニスト、新聞記者。彼の最も有名な著作は『I Am the Cheese』、『ぼくが死んだ朝』, 『We All Fall Down』、『チョコレート・ウォー』などであり、すべてが賞を得ている。『チョコレート・ウォー』は多くの図書館から排除が試みられた。彼の著作はたいてい虐待、精神疾患、暴力、復讐、裏切り、共謀に関係しており、往々にして主人公たちは勝たない。

## 伝記
ロバート・コーミアは、マサチューセッツ州レミンスターの、French hillと呼ばれるフランス系カナダ人が住む街の一角でGeoffrey LeonardとIrma Cormierの間に、8人兄弟の次男として生まれた。彼の家族は借家を借りるため頻繁に引越しを行ったが、ホームタウンを離れることはなかった。彼が十分成長し別荘を所有したときですら、19マイルしか街を離れなかった。コーミアは私立の教会学校、 St. Cecilia's Parochial Schoolに通っており、1年生の時、書くことを始めた。学校で詩を賞賛され、尼に詩を書くことを励まされた7年生の時、彼は初めて作家になりたいという願望を理解した。その後彼はLeominster High Schoolに通い、クラスの首席として卒業した。Fitchburg State Collegeの新入生として、彼は短編小説を書き、大学の教授であったFlorence Conlonが国民的な教会雑誌のThe Signへ送ったことで、それは発表された。コーミアは専門的な作家生活をラジオコマーシャルを書くことで始め、さらに賞を授かるジャーナリストとなった。彼は広く知られるようになったがそれでも、地元の新聞であるFitchburg Sentinelに記事を書くことは止めなかった。

## 業績
コーミアは、最初の10代向け小説である『チョコレート・ウォー』、続くI Am the CheeseやAfter the First Deathのような小説の成功後も生涯作家であり続けた。彼は近代社会の若者を覆う問題を心配し、この懸念は彼の小説に反映された。彼はすぐに妥協しない優れた作家としての名声を確立した。彼が授かった賞の中には、アメリカ図書館協会の青少年向け部門であるMargaret A. Edwards Awardもあった。この賞は、それ通じて若者が世界を見ることができる窓を与え、彼らの成長を手助けし、彼らに社会での役目を理解させる助けとなった作者に送られることになっている。
彼の著作のいくつかでは、コーミアのホームタウンであるレオミンスターが架空の町モニュメントになっており、French Hillは Frenchtownとなっている。

## 『チョコレート・ウォー』への抗議
言葉遣いと性的な引用文で、『チョコレート・ウォー』は様々な図書館と学校で制限された。言葉遣いを加えることで、この本は闇社会と無秩序な学生を描写している。1990年から2000年の間では、アメリカ図書館協会によって4大制限図書と評価されていた。

## 主な作品
- Now and At the Hour (1960)
- A Little Raw on Monday Mornings (1963)
- Take Me Where the Good Times Are (1965)
- 「チョコレート・ウォー」 The Chocolate War (1974)
- I Am the Cheese (1977)
- 「ぼくが死んだ朝」 After the First Death (1979)
- The Bumblebee Flies Anyway (1983)
- 「果てしなき反抗」 Beyond the Chocolate War (1985)
- 「フェイド」 Fade (1988)
- 「わたしたちの鳴らす鐘」 Other Bells for Us to Ring (1990)
- We All Fall Down (1991)
- 「ぼくの心の闇の声」 Tunes for Bears to Dance to (1992)
- 「真夜中の電話」 In The Middle Of The Night (1995)
- 「心やさしく」 Tenderness (1998)
- Heroes(1998)
- Frenchtown Summer(1999)
- The Rag and Bone Shop (2001)

ノンフィクション
- I Have Words to Spend (1991)

## 映画化された作品
- I AM THE CHEESE (1983)
- 『チョコレート・ウォー』THE CHOCOLATE WAR (1988)
- LAPSE OF MEMORY (1992) （原作：I Am the Cheese）
- 『記憶の旅人』THE BUMBLEBEE FLIES ANYWAY (1999)
- 『チェイシング/追跡』TENDERNESS (2009)